# Synodontis katangae
Synodontis katangae är en fiskart som beskrevs av Poll, 1971. Synodontis katangae ingår i släktet Synodontis och familjen Mochokidae. IUCN kategoriserar arten globalt som livskraftig. Inga underarter finns listade i Catalogue of Life.